# SMEJ Holdings
株式会社SMEJ Holdings（エスエムイージェイホールディングス、英: SMEJ Holdings, Inc.）は、韓国の芸能プロダクション・SMエンタテインメントの日本法人。現在は、子会社を統括する持株会社として機能している。旧社名は、株式会社エスエム・エンタテインメント・ジャパン（英: S.M.ENTERTAINMENT JAPAN, Inc.）。

## 概要
韓国エンターテインメント界を代表する企業の1つであり、K-POP界のパイオニアであるSMエンタテインメントの日本法人。2001年に吉本興業およびエイベックスとの合弁で設立され、SMエンタテインメントグループの主要子会社として、 日本におけるK-POPブームを巻き起こした立役者である。
世界的K-POPブームの火付け役であるBoA・東方神起を筆頭に、SUPER JUNIORや少女時代・SHINee・EXO・Red Velvet・NCTなど、SM所属アーティストの日本におけるアーティスト活動を独占的にマネジメントし、ライブ・イベントの企画制作、レコード制作・音楽著作物出版、ファンクラブ運営などを幅広く展開。日本市場におけるK-POP浸透に大きく貢献してきた。
しかし2020年にグループの組織再編により、新設分割によって新たに設立された子会社2社に全ての事業を譲渡。以降は、子会社の経営管理を行う持株会社として機能しており、2025年に現社名へと変更している。

## 沿革

### 設立前
1998年、SMエンタテインメントは韓国の同業他社に先んじて、設立以来の目標であった海外進出を開始する。最初の進出先は日本で、スカイプランニングと提携を結び、S.E.S.をJ-POP歌手としてデビューさせたが、これは失敗に終わった。
| 「          | S.E.S.は日本進出を目指して、日本語ができるメンバーを抜擢した。しかし、日本に行った時『ここはそんな音楽はダメだよ』という雰囲気だった。僕が日本デビュー曲として『I'm Your Girl』を提案した時、J-POPの曲でデビューしなければならないという反応だった。実際に僕にも『アルバム制作から手を引け』と言われた。 その失敗を通じて、僕が直接プロデュースしなければならないと感じた。僕の企画を分かってくれる現地の所属事務所を探して、BoAをデビューさせたのだ。S.E.S.の努力のおかげでBoAが成功することができた。S.E.S.には申し訳ない。 | 」 |
| —イ・スマン | |    |

日本ではヒットさせるまでに時間が掛かることを痛感させられたSMエンタテインメント創業者のイ・スマンは、その期間を逆算し、次はもっと若い歌手を送り込もうと社運を賭けたプロジェクトを起こす。それは、総額30億ウォン（結果的には50億ウォン）という手持ちの資金も軽く吹き飛ぶ大金を投じるものであった。彼はこの計画のためにスカウトした当時小学生のBoAを、ホリプロの力も借りながら、約2年かけて「日本の歌手」に育成した。

### 設立と日本進出

初代のロゴ

2000年に国民日報が発表した記事によると、イ・スマンが日本に「SMジャパン」を設立する意向を明らかにした。
2001年1月22日、吉本興業およびエイベックスとの合弁で、SM初の海外現地法人「株式会社エスエム・エンタテインメント・ジャパン」（以下、SMジャパン）を設立。
2001年3月7日、BoAがアルバム『Jumping into the world』のリリースに合わせて、ヴェルファーレにて単独ショーケースを開催。このイベントで、SMジャパンの設立と、BoAの日本進出が正式に発表された。そして、海外進出の中で障害になっていた信用力のなさを解消するため、当時エイベックスの会長兼社長を務めていた依田巽からのアドバイスを受けて、SMを韓国の芸能関連企業としては初めてKOSDAQに上場させ、万全の準備を整えた上で、2001年5月に日本でデビューさせた。結果は大成功で、韓国よりも先に日本でスターダムへと登りつめたBoAは、1年間だけで40億ウォンの原盤印税収入をもたらすなど、SMの経営を潤すとともに、韓国のポップス歌手を日本市場に向かせるきっかけをもつくった。
その後、東方神起も2005年4月27日にリリースされる日本語シングルで日本進出を準備をしており、SMジャパンのマネージャーから日本語を学んでいると報じられた。
2007年6月、エイベックス・エンタテインメントに「S.M.エンタテインメント・マネジメント部」が新設された。
2008年10月10日、子会社を設立し、東京・西麻布に韓国料理レストラン「PODO-NAMU」をオープンした。
2009年7月末、東方神起のジュンス・ジェジュン・ユチョンが、専属契約を巡ってSMと対立し、グループは活動休止に陥った。2010年4月、3人は新ユニットを結成し、日本でもエイベックスと独自に契約を結んだが、同年9月、エイベックスは彼らの新所属事務所（韓国）代表者の前科を理由に、日本活動の休止を発表。翌10月にはグループ「JYJ」として正式に韓国での活動を始め、事務所への復帰の可能性が見えない状況が続いたことから、同年11月、SMは残る2人で東方神起の活動を再開すると発表した。
これに伴い、一時は訴訟組に付いていたエイベックスもSMジャパンとの関係を再構築し、2人となった東方神起の日本活動を支援することを決定。同時に、SUPER JUNIORとf(x)の専属契約を両社間で新たに締結したことも発表され、今後はSMジャパンの主体的なマネージメントのもと、エイベックスはレコードレーベルおよびマネジメントのエージェントとして、SMジャパン所属アーティストの日本進出を全面的に支援することを表明した。

### さらなるベンチャー
2012年12月、SMジャパンの出資により、文化コンテンツ投資事業を担う子会社・S.M.Contents Investmentを設立。なお2013年10月に系列会社から除外。
2014年4月、子会社・S.M. F&B JAPANがS.M. LIFE DESIGN COMPANY JAPANに社名変更。
2014年5月、SMエンタテインメント、ユニバーサルミュージック合同会社、エイベックス・ヴァンガードの3社が、合弁会社・株式会社エブリシングジャパンを日本に設立。同社はSMジャパンの子会社になった。
2016年9月、デジタルアドベンチャー（現：SM ENTERTAINMENT JAPAN）へ資本参加。
2017年6月、S.M. LIFE DESIGN COMPANY JAPANから人的分割により、S.M. F&B DEVELOPMENT JAPAN株式会社を設立。同年9月、韓国の企業・アイリバーが、SMの子会社であるSMモバイルコミュニケーションズと合併し統合法人を立ち上げるとともに、S.M. LIFE DESIGN COMPANY JAPAN（現：LIFE DESIGN COMPANY）を買収。
2018年1月、本社を住友不動産六本木グランドタワー21階に移転。

### 会社分割・持株会社制へ移行
2020年に入ると、日本事業の再編が行われる。2020年4月1日、グループ会社のプロフェッショナリズム向上と経営の安定化、ならびに責任ある経営の強化を目的として、SMジャパンから物的分割方式で子会社・株式会社SMEJと株式会社SMEJ Plusを設立。SMジャパンは、ファンクラブ事業を除く全ての事業をSMEJに、ファンクラブ事業をSMEJ Plusに承継した。この分割によりSMジャパンは、グループ会社の経営管理を行う持株会社となった。
子会社設立から4ヶ月後の8月1日、SMEJはストリームメディアコーポレーション（SMC）に吸収合併され、消滅。これに伴い、SMCがSMアーティストの日本国内マネジメントを開始した。
2021年12月1日、経営資源の統合によるコスト削減と経営効率の向上を目的として、子会社・S.M. F&B DEVELOPMENT JAPANを吸収合併。
2025年6月、子会社・ストリームメディアコーポレーションがSM ENTERTAINMENT JAPANへ商号変更。これに伴い、エスエム・エンタテインメント・ジャパンも株式会社SMEJ Holdingsへと商号変更された。 

## 役員
2025年3月現在。括弧内はグループ会社の兼務役職。
- 代表取締役 : 卓 榮俊（SM Entertainment・SM LIFE DESIGN GROUP（英語版） 代表取締役 / Dear U（英語版）取締役）
- 取締役 : 山田 政彦（SM ENTERTAINMENT JAPAN / エブリシングジャパン取締役）
- 取締役 : 辛 宙垣（DREAM MAKER ENTERTAINMENT取締役）
- 取締役 : 金 亨柱（SM ENTERTAINMENT JAPAN 取締役 / SMEJ Plus代表取締役）
- 監査役 : 久保田 英夫（Beyond Live Corporation 監査役）

## 所属アーティスト

### 現在
SMアーティストの日本マネジメントは、2020年4月より子会社・SMEJが担当。しかし同年8月、SMEJはストリームメディアコーポレーション（現：SM ENTERTAINMENT JAPAN）に吸収合併され、その後は同社がマネジメント事業を担当している。他社アーティストも所属している。

### 過去
公式サイトに準拠
- KANGTA
- BoA
- TiA
- Sunday[注 7]
- 東方神起
- TRAX

- 天上智喜
- Ara
- J-Min
- SUPER JUNIOR
- 少女時代
- SHINee

- 72
- f(x)
- EXO
- Red Velvet
- NCT

（順不同）

## 公式ストア

### SMTOWN OFFICIAL ONLINE STORE
LIFE DESIGN COMPANY（旧：S.M. LIFE DESIGN COMPANY JAPAN）が運営する、SMTOWN公式グッズの日本向けオンラインストア。本ストアは、かつてSMジャパンが運営していたものであり、所属アーティストの日本ツアーグッズや、韓国で発売された一部のMDに加えて、2020年からは韓国の輸入盤CDの取り扱いも開始している。なお、SMブランドマーケティングが運営する「SMTOWN＆STORE」とは異なるサービスである。

### その他
2024年4月より、ドン・キホーテの一部店舗にてSMTOWNグッズのオフライン販売が行われた。『SMTOWN正規販売店』として展開される対象店舗にはSMTOWN専用コーナーが設けられ、韓国で発売され好評を博した商品をはじめ、日本初上陸となるアイテムも販売された。

## 子会社
- 株式会社SM ENTERTAINMENT JAPAN - 2020年にSMジャパンから新設分割されたSMEJと合併。SMアーティストの日本マネジメントのほか、KNTVの運営なども行っている。
  - 株式会社エブリシングジャパン
- 株式会社SMEJ Plus - 2020年に新設分割。SMアーティストの日本ファンクラブ事業を行う。

## 旧子会社
- S.M.Contents Investment
- S.M. LIFE DESIGN COMPANY JAPAN株式会社（現：LIFE DESIGN COMPANY）
- 株式会社SMEJ
  - 株式会社Beyond Live Corporation
    - 株式会社Beyond Live Japan
- S.M. F&B DEVELOPMENT JAPAN株式会社

## テレビ番組
- さんま&所の世の中を動かしているのは誰だ会議II「韓流ブームを動かしているのは誰だ会議」（2011年11月4日、日本テレビ・読売テレビ系）- 出演：金英敏／丸山茂雄 [44]

## 不祥事
2020年、SMEJ（当時の子会社）とストリームメディアコーポレーションの合併に関する契約締結の交渉を進めていたSMジャパンの女性社員が、知人男性に未公開情報を漏洩。男性は、その情報を基にインサイダー取引を行い、約331万円の利益を得ていたことが確認された。
この事態を受け、2024年に証券取引等監視委員会は、男性に912万円、情報を漏洩した女性社員に456万円の課徴金を納付させるよう金融庁に勧告。またSMジャパンは、当該女性社員は既に退社していることを明らかにしたうえで、「同様の事態が生じないよう未然防止策を講じていく」とコメントした。